# 38461 Jiřítrnka
38461 Jiřítrnka è un asteroide della fascia principale. Scoperto nel 1999, presenta un'orbita caratterizzata da un semiasse maggiore pari a 3,1663467 UA e da un'eccentricità di 0,0573062, inclinata di 0,28425° rispetto all'eclittica.